# 索羅奇洛濟
50°12′25″N 23°29′16″E / 50.20694°N 23.48778°E
索羅奇洛濟（烏克蘭語：Сорочі Лози），是烏克蘭西部的村莊，隸屬利維夫州的利維夫區。該村面積2.79平方公里，海拔高度314米，2001年人口100，人口密度每平方公里35.84人。